# Lucapa
Lucapa è una città dell'Angola, capoluogo della provincia di Lunda Nord, con una popolazione di circa 27.236 abitanti. 
Amministrativamente appartiene al municipio di Lubalo Lucapa.